# جان بروکس (بازیکن فوتبال، زاده ۱۹۲۷)
جان بروکس (انگلیسی: John Brooks; ۸ مارس ۱۹۲۷ – ۹ ژوئیهٔ ۲۰۱۸) بازیکن فوتبال اهل بریتانیا بود.
از باشگاه‌هایی که در آن بازی کرده‌است می‌توان به باشگاه فوتبال استوک سیتی اشاره کرد.